# Hoplopagrus guentherii
Hoplopagrus guentherii – gatunek ryby z rodziny lucjanowatych, jedyny przedstawiciel rodzaju Hoplopagrus Gill, 1861. Poławiana jako ryba konsumpcyjna.
Występowanie: wschodnia część Oceanu Spokojnego, wzdłuż wybrzeży Ameryki Środkowej - od Meksyku do Kolumbii, rejony raf koralowych na głębokościach 0–50 m p.p.m.

## Opis
Osiąga do 92 cm długości i prawie 10 kg wagi. Żywi się rybami i bezkręgowcami.